# Miss Kittin

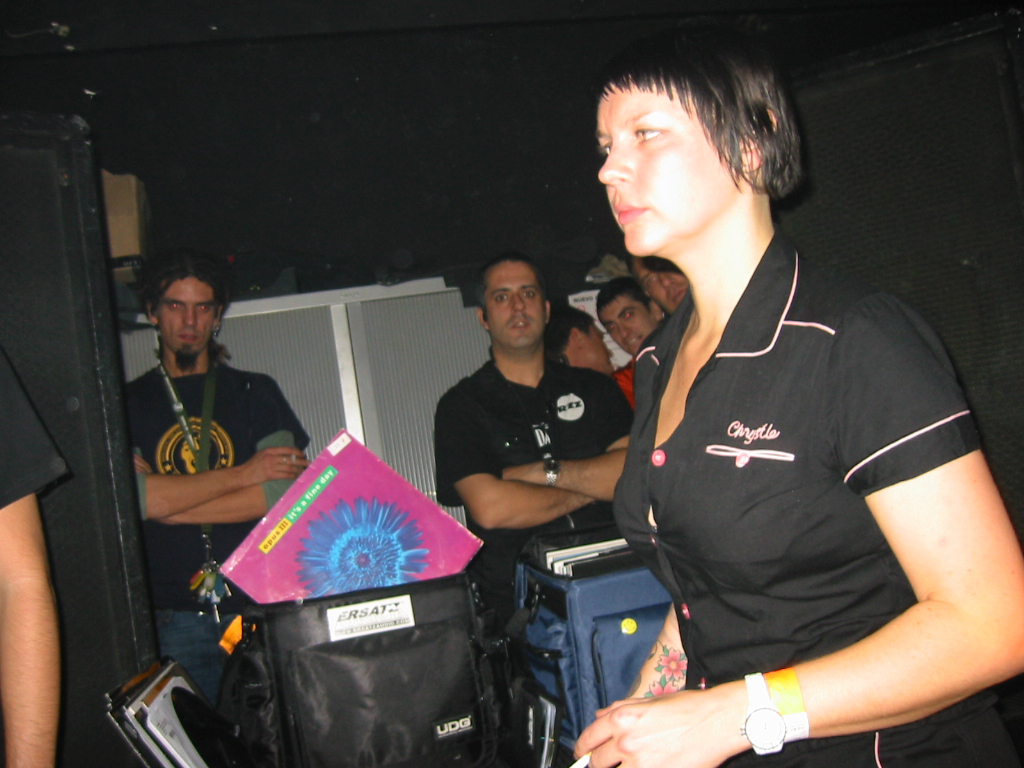
Miss Kittin

Miss Kittin (egentligt namn Caroline Hervé), född i Grenoble 1973, är en fransk DJ, producent och vokalist med framförallt techno och dance på sin repertoar. Hon har jobbat en del med The Hacker.

## Diskografi
- 2002 – On the Road

## Fotnoter
1. ↑  Gemeinsame Normdatei, Deutsche Nationalbibliotheks katalog-id-nummer: 1352510607749153-1, läst: 14 oktober 2015.[källa från Wikidata]
2. ↑  läs online, v2.nl , läst: 30 april 2024.[källa från Wikidata]
3. 1 2  V2_archive, läs onlineläs online, läst: 30 april 2024.[källa från Wikidata]
4. ↑  NOR: MICA2308110A.[källa från Wikidata]